# 北乡义镇
北乡义镇，原为北乡义乡，是中华人民共和国河北省邯郸市成安县下辖的一个乡镇级行政单位。

## 行政区划
北乡义镇下辖以下地区：
大寨二东村、大寨二西村、东乡义一东村、东乡义一西村、北乡义一村、北乡义二村、北乡义三村、北乡义四村、牛乡义村、丁庄村、大寨一村、西乡义村、吕村、庞村、闫村、店上西村、店上东村、东流村、辛庄村、前路固一村、前路固二村、前路固三村、后路固一村、后路固二村、南乡义村、东乡义二村、南渚村、河东村、河中村、河西村、李庄村、北渚一村、北渚二村、东小堤村和西小堤村。